# Штеттен (Нижняя Австрия)
Штеттен (нем. Stetten (Niederösterreich)) — коммуна (нем. Gemeinde) в Австрии, в федеральной земле Нижняя Австрия. 
Входит в состав округа Корнойбург.  Население составляет 1179 человек (на 31 декабря 2005 года). Занимает площадь 7,7 км². Официальный код  —  31229.

## Политическая ситуация
Бургомистр коммуны — Леопольд Ифан (СДПА) по результатам выборов 2010 года.
Совет представителей коммуны (нем. Gemeinderat) состоит из 19 мест.
- СДПА занимает 11 мест.
- АНП занимает 8 мест.